# Obolon' Arena
L'Obolon' Arena (ucraino; Оболонь Арена) è un impianto sportivo situato nella città di Kiev. 
Utilizzato fino al 2013 per le partite casalinghe dell'Obolon' Kiev, dopo il fallimento di quest'ultima ospita le gare interne dell'Obolon'-Brovar, società nata dalle ceneri dell'Obolon' Kiev. L'impianto è stato completato nel 2002 ed è stato ampliato nel 2004. L'impianto ha inoltre ospitato alcune partite dell'Arsenal Kiev e dello Šachtar durante una fase della guerra dell'Ucraina orientale.
È stato inoltre utilizzato come campo di allenamento durante il campionato d'Europa 2012, svoltosi in Polonia e Ucraina.